# Peter Zeitlinger
Peter Zietlinger (* 6. června 1960 Praha, Československo) je rakouský kameraman. Od roku 1995 spolupracuje s režisérem Wernerem Herzogem. Za jejich dokumentární film Setkání na konci světa (Encounters at the End of the World) získali nominaci na Oscara.

## Život
Peter Zeitlinger se narodil v Praze, ale po okupaci Československa v roce 1968 odešel s rodiči do Rakouska. V letech 1980–87 studoval na Universität für Musik und darstellende Kunst Wien. Jeho prvními učiteli byli Michael Snow a Peter Kubelka. Následoval Vittorio Storaro, Sven Nykvist a Vilmos Zsigmond.

## Filmografie
- 2014 – Rudá mašina (Red Army) – dokumentární
- 2012 – Cela smrti Warnera Herzoga (On Death Row) dokumentární (seriál)
- 2012 – Oma wider Willen
- 2011 – Into the Abyss – dokumentární/krimi
- 2010 – Jeskyně zapomenutých snů (Die Höhle der vergessenen Träume) – dokumentární/historický
- 2007 – Setkání na konci světa (Encounters at the End of the World) – dokumentární
- 2006 – Temný úsvit (Rescue Dawn) – akční/dobrodružný/drama/válečný
- 2005 – Grizzly Man – dokumentární/životopisný
- 2003 – Wheel of Time – dokumentární
- 2000 – Julianes Sturz in den Dschungel – dokumentární/dobrodružný/životopisný
- 1999 – Můj milovaný nepřítel (Mein liebster Feind – Klaus Kinski) – dokumentární/životopisný
- 1997 – Malý Dieter chce létat (Little Dieter Needs to Fly) – dokumentární/životopisný/drama
- 1996 – Zvířecí láska (Tierische Liebe) – dokumentární
- 1992 – Se ztrátami se počítá (Mit Verlust ist zu rechnen) – dokumentární